# Аргентинська футбольна асоціація

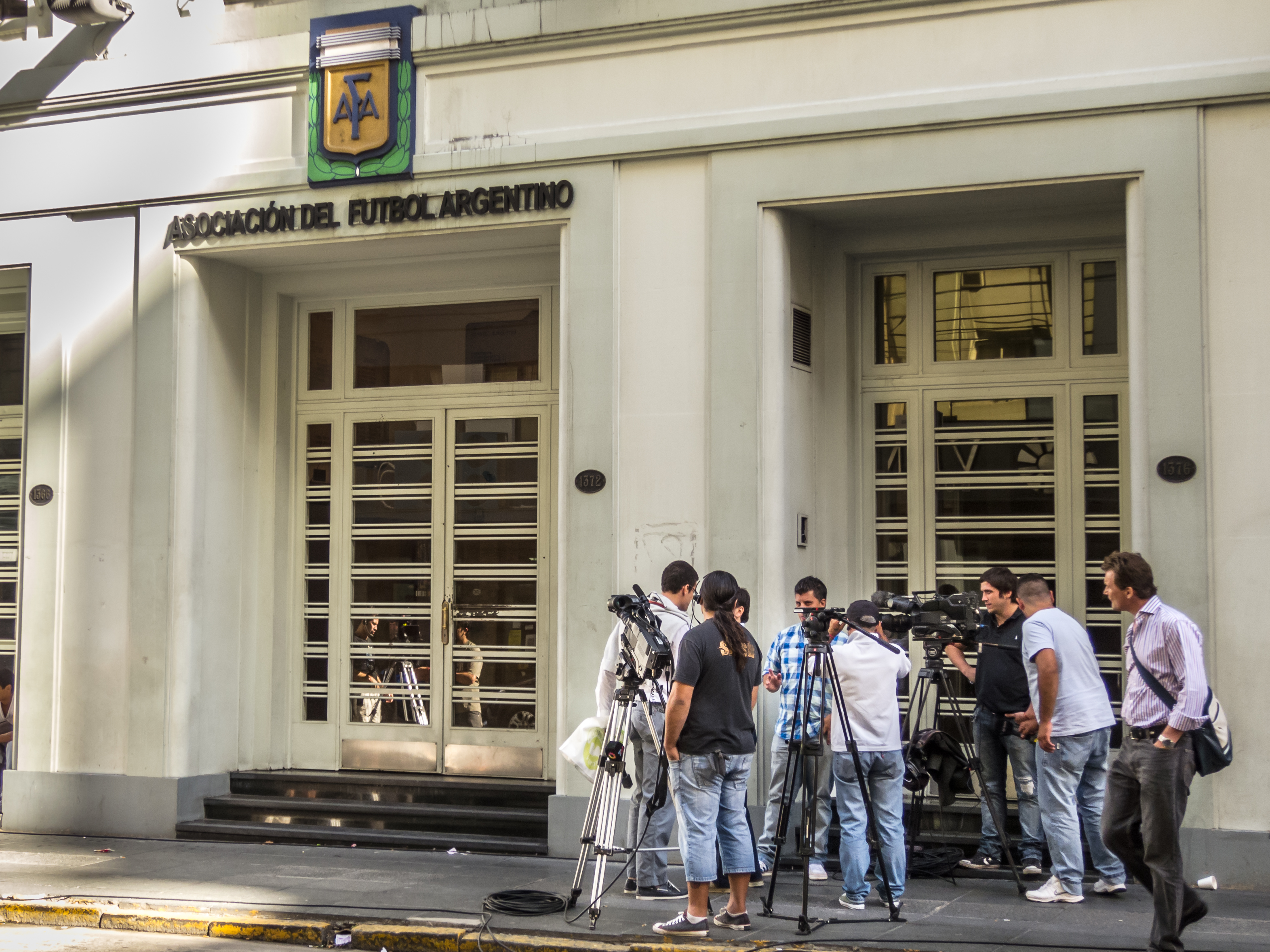

Асоціація футболу Аргентини (ісп. Asociación del Fútbol Argentino) — головний орган управління футболом в Аргентині. Організовує та відповідає за чемпіонат Аргентини з футболу і збірну Аргентини з футболу.

## Історія
Асоціація футболу Аргентини заснована у 1893 році в Буенос-Айресі. На початку XX століття в Аргентині паралельно з AFA існували й інші, конкуруючі організації, які претендували на верховенство в управлінні футболом в цій країні. Так, у 1912 році була організована Федерація футболу Аргентини (Federación Argentina de Football), куди увійшли такі клуби, як «Хімнасія і Есгріма», «Естудіантес» (Ла-Плата), «Індепендьєнте» (Авельянеда), «Атланта» (Буенос-Айрес). Організація провела три паралельних чемпіонату і в 1915 році увійшла до складу AFA.
Новий етап роздробленості існував з 1919 по 1926 рік, коли паралельно з чемпіонатом AFA проводилася першість під егідою Аматорської асоціації футболу (Asociación Amateurs de Football (AAmF)). В даній організації були такі популярні клуби, як «Расінг» (Авельянеда) (до моменту розколу — шестиразовий чемпіон Аргентини), «Рівер Плейт», «Сан-Лоренсо де Альмагро», «Велес Сарсфілд» (Буенос-Айрес), «Індепендьєнте» (Авельянеда), «Хімнасія і Есгріма» (Ла-Плата). Дисидентські організації також формували свої національні збірні. У 1927 році розкол припинився, а в 1931 році аргентинський футбол остаточно перейшов на професіональні рейки. Див. також: Чемпіонат Аргентини з футболу (аматорська епоха).

Аргентинські клуби міцно утримують перше місце за кількістю перемог у головному континентальному турнірі Південної Америки — Кубку Лібертадорес. Крім того, шість аргентинських клубів у різні роки виграли в загальній складності дев'ять Міжконтинентальних кубків, що є рекордом турніру, який вже неможливо буде побити, оскільки турнір не проводиться з 2005 року.

## Національна збірна
Національна збірна Аргентини була однією з найсильніших у світі в 1920-ті роки, у 1928 і 1930 роках вона доходила до фіналів двох головних турнірів загальносвітового рівня, Олімпіади в Амстердамі і першого Кубка світу під егідою ФІФА в Монтевідео. Обидва рази вона поступалася своїм принциповим суперникам з Уругваю.
У 1940-ті роки Аргентина домінувала на південноамериканській арені, але, оскільки через Другу світову війну чемпіонати світу не проводилися, це покоління гравців, яким керував багаторічний тренер «альбіселесте» Гільєрмо Стабіле, знову не зуміло завоювати титулів світового рівня.
Потужним імпульсом у розвитку футболу в країні став чемпіонат світу 1978 року, який пройшов в Аргентині. Господарі зуміли перемогти в турнірі, ставши третьою південноамериканською збірною, якій підкорилася ця вершина.
У 1986 році аргентинці вдруге стали чемпіонами світу, найяскравішою зіркою в їх складі був Дієго Марадона, що визнається за різними версіями одним з найвидатніших футболістів XX століття.
На рівні континентальних першостей Аргентина займає друге місце після Уругваю по числу перемог в чемпіонах Південної Америки та Кубку Америки.

## Молодіжна збірна
З того моменту, як стали проводитися молодіжні чемпіонати світу з футболу, з 1977 року, Аргентина шість разів вигравала цей титул:
- в 1979 році в Японії. За участю Дієго Марадони і Рамона Діаса.
- у 1995 році, в Катарі. За участю Хуана Пабло Соріна.
- в 1997 році, в Малайзії. За участю Хуана Романа Рікельме, Естебана Камб'яссо, Вальтера Самуеля і Пабло Аймара.
- у 2001 році, в Аргентині. За участю Хав'єра Савіоли, Андреса Д'Алессандро і Максі Родрігеса.
- у 2005 році, в Нідерландах. За участю Ліонеля Мессі, Фернандо Гаго і Серхіо Агуеро.
- у 2007 році, в Канаді. За участю Серхіо Агуеро, Анхеля Ді Марії та Максиміліано Моралеса.

З шести виграних титулів, три титули виграла збірна Аргентини під керівництвом Хосе Пекермана (1995, 1997 і 2001).

## Олімпійські ігри
З 1992 року в Олімпійських іграх можуть брати участь команди, складені з гравців не старше 23 років (з додаванням трьох гравців старше цього віку).
Вперше Аргентина виграла Олімпіаду в Афінах у 2004 році. У фіналі аргентинці обіграли Парагвай з рахунком 1:0, єдиний гол забив Карлос Тевес. «Біло-блакитні» не пропустили на цьому турнірі жодного гола, забивши 17 м'ячів. Через чотири роки збірна Аргентини виграла Олімпіаду в Пекіні.
Олімпійська збірна Аргентини також завойовувала срібні медалі в 1996 році в Атланті. У 1928 році збірна Аргентини дійшла до фіналу Олімпійських ігор, де поступилася Уругваю, однак той турнір (як і турнір 1924 року) ФІФА прирівнює до чемпіонатів світу з футболу і в ньому брали участь найсильніші гравці.